# منبوذة (لوست)
"منبوذة" هي الحلقة الحادية والثلاثون من المسلسل التلفزيوني لوست، والحلقة السادسة من الموسم الثاني.  الحلقة من إخراج آدم ديفيدسون وكتابة إليزابيث سارنوف.  تم بث الحلقة لأول مرة في 9 نوفمبر 2005 على قناة ABC.  ظهرت شخصية شانون رذرفورد (ماجي غريس) في فلاشباك الحلقة.

## الحبكة

### الفلاشباك
تظهر شانون وهي تقوم بتدريس الباليه.  تتلقى مكالمة مفادها أن والدها تعرض لحادث وتذهب بسرعة إلى المستشفى حيث يخبروها أنه قد توفي في حادث مروري.  والد شانون هو "آدم رذرفورد" الذي صدمته سيارة الدفع الرباعي التي كانت تقودها سارة، زوجة جاك المستقبلية، كما وضح في حلقة "رجل العلم، رجل الإيمان".  وقد ظهر جاك هناك أيضًا، وهو مسرع لإجراء عملية جراحية لسارة، لكنه لا يتحدث أو يلعب دورًا مهمًا في الحلقة.  في الجنازة، يأتي اخوها الغير شقيق بون كارليل (إيان سومرهالدر) لتعزيتها.  لاحقًا، عندما حصلت شانون على فترة تدريب رقص في مدينة نيويورك، وجدت أنها لا تستطيع الذهاب لأن زوجة أبيها، سابرينا (ليندسي فروست)، لن تسمح لها باستخدام أي من أموال والدها.  تتوسل إلى زوجة أبيها، ولكن ترفض باستمرار، وتتدعي أن حلمها في أن تصبح راقصة هو مجرد نزوة عابرة، وأن شانون بحاجة إلى أن تشق طريقها الخاص بنفسها.  يحاول بون المساعدة لكنه لا ينجح في إقناع والدته.  عندما سألته شانون عما إذا كان بإمكانها البقاء معه في نيويورك، أخبرها أنه سيغادر المدينة ليحصل على وظيفة لدى والدته.  يعرض عليها المال للمساعدة، لكنها ترفضه بغضب، وتقول له إنه إذا لا يثق بأنها تستطيع جني ذلك بمفردها، فهي لا تريد مساعدته.

### على الجزيرة
على الجانب البعيد من الجزيرة، يجتمع مستر إيكو (أديوالي أكينوي-أغباجي) وجين سو كوون (دانيال داي كيم) ومايكل داوسون (هارولد بيرينو) مجددًا مع آنا لوسيا كورتيز (ميشيل رودريغيز) وجيمس "سوير" فورد (جوش هولواي) و "برنارد نادلر" (سام أندرسون) و"ليبي سميث" (سينثيا واتروس) و"سيندي تشاندلر" (كيمبرلي جوزيف).  يغادر الثمانية إلى المعسكر الذي يقيم فيه الناجون من الجزء الأمامي للطائرة.  في منتصف الطريق، ينهار سوير بسبب تعفن الدم.  عندما يذهب مايكل لمساعدته، سوير يقول له مستهزئاً أن يتركه خلفه ويذهب، وأنه لو تم عكس مواقفهم، فسوف يترك مايكل.  يصنع الناجون نقالة ويحملون عليها سوير، على الرغم من أن رحلتهم ستتباطأ إلى حد كبير.  بعد معركة شاقة لحمله إلى أعلى التل، نظروا حولهم ولاحظوا أن سيندي قد اختفت.  بعد ذلك مباشرة، سمع السبعة همسات قادمة من كل مكان.
سعيد جراح (نافين أندروز) وشانون يمارسان الحب.  تشعر شانون بالذعر عندما ترى والت لويد (مالكولم ديفيد كيلي) واقفًا في الخيمة مبتل من الرأس إلى أسفل القدمين.  شانون تخبر سعيد لكنه لا يصدقها، ويتدعي إنها ربما رأت مجرد كابوس.  شانون مقتنعة بأنه عليها العثور على والت، لأنها تعتقد أنه وحيد تمامًا.  تقود شانون الكلب فينسينت إلى خيمة مايكل ووالت وتظهر له بعض ملابس والت ليتبع أثره، ثم تتبعه بينما يبحث الكلب عن صاحبه الأصلي.  يقود فينسنت شانون إلى قبر بون، حيث تتوقف عنده للتأمل.  يجدها سعيد ويسألها عما تفعله.  أخبرته أنها ذاهبة لتبحث عن والت ونهضت لمواصلة متابعة فينسنت.  يلحقها سعيد محتجًا عليها.  شانون تصرخ في وجه سعيد وتخبره أنه لا يؤمن بها وإنه سوف يتخلى عنها.
يخبرها سعيد أنه يحبها ولن يتركها أبدًا.  يتعانق الإثنان، ثم يسمعان فجأة همس؛  ينظرون للأعلى ويرون والت، الذي يشير إليهم بالتزام الصمت.  تركض شانون باتجاه والت ويتبعها سعيد الا انه يتعثر.  يُسمع صوت طلقة نارية وشوهدت شانون وهي تترنح باتجاه سعيد، الذي أمسك بها وهي تنهار وتنزف من جذعها.  تعود الكاميرا للخلف لتكشف عن آنا لوسيا وهي تحمل مسدس مدخن، ووجه كل من مايكل وجين وهما منصدمين، وتنتهي الحلقة بمنظر سعيد مدمرًا وهو يحمل جثة شانون.

## الإنتاج
يتم ذكر مالكولم ديفيد كيلي (والت) في قائمة أبطال هذه الحلقة.  تمثل هذه الحلقة وفاة الشخصية الرئيسية شانون رذرفورد.  كانت أول شخصية رئيسية تموت في هذا الموسم والشخصية الرئيسية الثانية بشكل عام.  على الرغم من ذلك، لا يزال ذكر ماجي غريس كممثلة منتظمة في الحلقة التالية ونجمة ضيف خاصة فصاعدًا.

## الإستقبال
شاهد الحلقة ما يقرب من 20 مليون مشاهد عندما تم بثها لأول مرة.  فرجينيا روهان من سياتل تايمز اعتقدت أن "وفاة شانون المضطربة، تمامًا كما أصبحت محبوبة أكثر ووجدت الحب مع سعيد، كانت أكثر حزنًا من وفاة أخيها الغير شقيق، بون، في الموسم الأول. ومع ذلك، فإنه مع ذلك، سيحزنني أكثر أن أفقد جاك، كيت، سوير، لوك، صن أو جين".  مورين رايان من شيكاغو تريبيون شعرت أن المعجبين كرروا هذا المشهد، ووصفت رد فعلهم بأنه "صامت"، حيث كانوا غاضبين أكثر من آنا لوسيا بسبب إطلاقها النار على شانون.  صنفت IGN وفاة شانون على أنها خامس أفضل وفاة في المسلسل.

## روابط خارجية
- "منبوذة" في ABC
- «Abandoned» على قاعدة بيانات الأفلام على الإنترنت